# إنشاد (مصطلح عام)
الإنشاد أو الترنيم هو الكلام أو الغناء المتردد للكلمات أو الأصوات، وغالباً ما يكون في المقام الأول على حدة أو حدتين رئيستين تسمى نغمات التلاوة [الإنجليزية]. قد تتراوح الترانيم من لحن بسيط يتضمن مجموعة محدودة من النوتات إلى تراكيب موسيقية شديدة التعقيد، وغالبًا ما تتضمن قدرًا كبيرًا من التكرار [الإنجليزية]في المقاطع الموسيقية الفرعية، مثل الاستجابيات [الإنجليزية] الكبرى وتَقْدِمات الذبيحة الإلهية [الإنجليزية] في الترانيم الغريغورية. يمكن اعتبار الإنشاد خطابًا أو موسيقى أو شكلًا من أشكال الخطاب المُرقَّى أو المُنَمَّق. في أواخر العصور الوسطى، تطورت بعض الترانيم الدينية في أواخر العصور الوسطى إلى أغانٍ (مما شكل أحد جذور الموسيقى الغربية فيما بعد).